# Юрковка (Тульчинский район)
Юрко́вка (укр. Юрківка) — село на Украине, находится в Тульчинском районе Винницкой области.
Код КОАТУУ — 0524387201. Население по переписи 2001 года составляет 1417 человек. Население по переписи 2021 года составляет 1060 человек. Почтовый индекс — 23620. Телефонный код — 4335.
Занимает площадь 4,154 км².
В селе родился украинский советский писатель Яков Демьянович Качура. В 1977 году в селе был открыт памятник этому писателю работы скульптора М. П. Ковтуна.

## Адрес местного совета
23620, Винницкая область, Тульчинский р-н, с. Юрковка, ул. 50-летия Октября, 50